# Léon van Bon
Léon Hendrik Jan van Bon (Asperen, 28 gennaio 1972) è un ex ciclista su strada e pistard olandese, professionista dal 1993 al 2012.

## Carriera
Cominciò a partecipare alle prime gare ciclistiche nel 1982, all'età di dieci anni. Nel 1992, ancora tra i dilettanti, vinse la medaglia d'argento ai Giochi olimpici di Barcellona nella specialità della corsa a punti su pista.
Passato professionista nel 1994 con la Wordperfect di Jan Raas (divenuta poi Novell e Rabobank), nelle sette stagioni con la squadra si aggiudicò due tappe al Tour de France, una tappa alla Vuelta a España, una Classica di Amburgo, una tappa alla Tirreno-Adriatico e il primo di due titoli olandesi su strada, oltre alla medaglia di bronzo nella prova in linea ai campionati del mondo 1997. Nel 2001 si trasferì alla statunitense Mercury-Viatel, con cui in stagione vinse il Giro dei Paesi Bassi chiudendo inoltre secondo alla Gand-Wevelgem; nel 2002 con la Domo-Farm Frites fece sua una frazione al Tour de Suisse, mentre dal 2003 al 2006 in maglia Lotto/Davitamon vinse una tappa alla Parigi-Nizza e il suo secondo titolo nazionale in linea.
Dopo un anno in Rabobank, dal 2008 al 2012 gareggiò in formazioni Continental cinesi prima di chiudere la propria carriera ormai quarantenne a fine 2012.

## Palmarès

### Strada
- 1989 (Juniores)

Campionati olandesi, Prova a cronometro Juniores
- 1990 (Juniores)

Campionati olandesi, Prova a cronometro Juniores
Classifica generale Tour du Basse Goulaine
1ª tappa Driedaagse Axel Juniors (Axel > Axel)
Classifica generale Driedaagse Axel Juniors
- 1991 (dilettanti)

1ª tappa Grand Prix Francois Faber (Hesperange > Alzingen)
- 1992 (dilettanti)

Prologo Olympia's Tour  (Zoetermeer > Zoetermeer, cronometro)
Grand Prix de Waregem
6ª tappa Tour de l'Avenir (Rostrenen > Roscoff)
- 1993 (dilettanti)

7ª tappa Tour de l'Avenir (Perros-Guirec > Dinard)
- 1995 (Novell, una vittoria)

7ª tappa Tour DuPont (Charlotte > Greenville)
- 1996 (Rabobank, tre vittorie)

1ª tappa Tirreno-Adriatico (Fiuggi > Fiuggi)
Classifica generale Uniqa Classic
5ª tappa Tour DuPont (Raleigh > Greensboro)
- 1997 (Rabobank, due vittorie)

18ª tappa Vuelta a España (Burgos > Valladolid)
Amsterdam Derny Race
- 1998 (Rabobank, tre vittorie)

Challenge de Mallorca
9ª tappa Tour de France (Montauban > Pau
Classica di Amburgo
- 1999 (Rabobank, una vittoria)

1ª tappa Prudential Tour (Westminster > Westminster)
- 2000 (Rabobank, tre vittorie)

5ª tappa Tour de France (Vitré > Tours)
Campionati olandesi, Prova in linea
Delta Profronde
- 2001 (Mercury, due vittorie)

First Union Invitational
Classifica generale Giro dei Paesi Bassi
- 2002 (Domo, una vittoria)

4ª tappa Tour de Suisse (Coira > Ambrì)
- 2003 (Lotto, due vittorie)

Veenendaal-Veenendaal
3ª tappa Giro di Germania (Coburgo > Ansbach)
- 2004 (Lotto, due vittorie)

3ª tappa Parigi-Nizza (La Chapelle-Saint-Ursin > Roanne)
5ª tappa Giro dei Paesi Bassi (Düsseldorf > Sittard)
- 2005 (Davitamon, una vittoria)

Campionati olandesi, Prova in linea
- 2007 (Rabobank, una vittoria)

Nokere Koerse
- 2008 (Trek-Marco Polo, due vittorie)

3ª tappa Tour de Kumano (Taiji Hanto > Taiji Hanto)
6ª tappa Tour of Thailand (Lampang > Lampang)
- 2009 (Trek-Marco Polo, una vittoria)

8ª tappa Tour de Korea (Danyang > Yangyang)

#### Altri successi
- 1994 (Wordperfect - Colnago - Decca)

GP de la Haute Sambre
- 1996 (Rabobank)

Criterium di Hengelo
- 1997 (Rabobank)

Ronde van Made
Omloop der Vlaamse Ardennen
- 1998 (Rabobank)

Profronde van Wateringen
Profronde van Maastricht
- 2000 (Rabobank)

Profronde van Wateringen
Profronde van Zwolle
- 2001 (Mercury)

Capitol Cup
- 2003 (Lotto)

Gouden Pijl
- 2005 (Davitamon)

Spektakel van Steenwijk
Profronde van Oostvoorne
- 2006 (Davitamon)

Profronde van Wierden

### Pista
- 1989

Campionati olandesi, Corsa a punti Juniores
Campionati olandesi, Inseguimento individuale Juniores
- 1990

Campionati olandesi, Corsa a punti Juniores
- 1991

Campionati olandesi, Corsa a punti Dilettanti
- 1992

Campionati olandesi, Americana Juniores
Campionati olandesi, Corsa a punti Dilettanti
- 2009

Sei giorni di Apeldoorn (con Robert Bartko e Pim Ligthart)
- 2011

Sei giorni di Rotterdam (con Danny Stam)

## Piazzamenti

### Grandi Giri
- Giro d'Italia

2007: ritirato (6ª tappa)
- Tour de France

1994: ritirato (12ª tappa)
1995: ritirato (12ª tappa)
1996: ritirato (7ª tappa)
1997: non partito (7ª tappa)
1998: 63º
1999: ritirato (10ª tappa)
2000: ritirato (15ª tappa)
2002: 129º
2003: 132º
2005: ritirato (8ª tappa)
- Vuelta a España

1997: 77º
1998: non partito (14ª tappa)
2005: 97º

### Classiche monumento
- Milano-Sanremo

1995: 90º
1996: 81º
1997: 52º
1998: 21º
1999: 6º
2000: 147º
2001: ritirato
2003: 91º
2004: 121º
2005: 16º
2006: 18º
2007: ritirato
- Giro delle Fiandre

1995: 46º
1996: 79º
1997: 14º
1998: 47º
1999: 23º
2000: 7º
2001: 39º
2003: ritirato
2004: 4º
2005: 8º
2006: ritirato
2007: 35º
- Parigi-Roubaix

1994: fuori tempo massimo
1995: 69º
1996: 32º
1997: 29º
1998: 4º
1999: 6º
2000: 23º
2001: 14º
2003: fuori tempo massimo
2004: 7º
2005: 6º
2006: 14º
2007: ritirato
- Giro di Lombardia

1997: ritirato
2004: ritirato

### Competizioni mondiali
- Campionati del mondo su strada

Mosca 1989 - In linea Juniores: 79º
Middlesbrough 1990 - In linea Juniores: 87º
Oslo 1993 - In linea Dilettanti: 104º
San Sebastián 1997 - In linea Elite: 3º
Valkenburg 1998 - In linea Elite: 62º
Verona 1999 - In linea Elite: ritirato
Plouay 2000 - In linea Elite: ritirato
Madrid 2005 - In linea Elite: 70º
- Campionati del mondo su pista

Middlesbrough 1990 - Corsa a punti Juniores: 2º
Stoccarda 1991 - Corsa a punti Dilettanti: 4º
Palermo 1994 - Corsa a punti: 6º
- Giochi olimpici

Barcellona 1992 - Corsa a punti: 2º
Sydney 2000 - In linea: 25º

## Riconoscimenti
- Trofeo Gerrit Schulte nel 1997